# Age of Chance
Age of Chance — британская группа альтернативного рока, образовавшаяся в 1985 году в Лидсе, Англия. Age of Chance, использовавшие в своём творчестве элементы панк- и нойз-рока, хип-хопа и Nothern soul, стали одной из первых dance/metal-групп, опередив более успешных Pop Will Eat Itself и Carter USM. Trouser Press определяет стиль группы как «битбокс-метал-поп с красочной, в чём-то апокалиптичной лозунговостью», Allmusic отмечает определённые сходства с двумя другими лидскими группами того времени: The Mekons и Gang of Four. Главный хит группы, «Kiss» (кавер на песню Принса) возглавил в 1987 году UK Indie Charts, но в национальном хит-параде поднялся лишь до #50. Выпустив два полноформатных студийных альбома, два EP и девять синглов, группа в 1991 году распалась.

## Дискография

### Синглы
- «Motorcity» (1985) (UK Indie #26)
- «Bible of the Beats» (1986) (UK Indie #3)
- «Kiss» (1986) (UK Indie #1)[5]
- «Who’s Afraid of the Big Bad Noise» (1987)
- «Don’t Get Mad … Get Even» (1987)
- «Take It!» (1988)
- «Time’s Up» (1989)
- «Higher Than Heaven» (1990)
- «Playing With Fire» (1990)

### EPs
- The Twilight World of Sonic Disco EP (компиляция двух первых синглов, 1986)
- Kiss Crush Collision (mini LP, 1986) (UK Indie #4)

### Студийные альбомы
- One Thousand Years of Trouble (1987)
- Mecca (1990)